# Tranvia di Strausberg
La tranvia di Strausberg (in tedesco Strausberger Eisenbahn) è una linea tranviaria che collega la città tedesca di Strausberg alla sua stazione ferroviaria, sita sulla linea Berlino-Kostrzyn (Ostbahn).
Classificata fino al 2006 ferrovia, ha da sempre il carattere di tranvia extraurbana, corrente al fianco della strada e tagliata da numerosi attraversamenti stradali a raso.
È gestita dalla società Strausberger Eisenbahn GmbH (STE), integrata nel consorzio trasportistico Verkehrsverbund Berlin-Brandenburg (VBB). Nel consorzio è indicata con il numero di linea 89.

## Storia
Il tracciato della ferrovia Orientale Prussiana (aperta nel 1867 per collegare Berlino a Königsberg), costruito con caratteristiche di linea a lunga percorrenza, non serviva adeguatamente le piccole e medie città site ad est di Berlino, generatrici di un ricco traffico locale; pertanto molte comunità promossero la costruzione di brevi linee locali di diramazione.
Così fu anche per Strausberg, città sita su un'altura, la cui stazione ferroviaria fu posta in pianura, alcuni chilometri a sud. L'amministrazione cittadina si fece promotrice della costruzione di un collegamento fra la città e la stazione; la linea fu costruita rapidamente ed attivata il 17 agosto 1893.
Il 16 marzo 1921 fu attivata una variante di tracciato per meglio servire i nuovi quartieri residenziali posti ad ovest della linea; nella stessa data fu attivato il trasporto a trazione elettrica (fino ad allora la linea era esercita a vapore). Il tracciato originario fu mantenuto in esercizio per il trasporto merci, che serviva le aree militari poste nella zona.

Nel 1926 la ferrovia fu prolungata verso nord, attraverso il centro cittadino. Questa tratta cessò l'esercizio nel 1970, quando pareva che l'intera linea dovesse essere utilizzata per il solo trasporto merci (dal 1956 Strausberg era servita da un prolungamento della S-Bahn berlinese, parallela alla tranvia).
Il traffico merci cessò nel 2005, e in conseguenza dall'anno successivo la linea fu riclassificata come tranvia; attualmente la linea è percorsa da un tram ogni 20 minuti. Sono utilizzate vetture tipo Tatra KT8D5 e tipo Flexity Berlin.

## Percorso
|  | Straight track |

|  | Unknown route-map component "S+BHF" | Head station |  |  |

|  | One way rightward | Straight track |  |  |

|  |  | Stop on track |

|  |  | Stop on track |

|  |  | Stop on track |

|  |  | Station on track |

|  |  | Unknown route-map component "xABZgl" | Unknown route-map component "STR+r" |  |

|  |  | Unknown route-map component "exSTR" | Stop on track |  |

|  |  | Unknown route-map component "exSTR" | Stop on track |  |

|  |  | Unknown route-map component "exSTR" | Stop on track |  |

|  |  | Unknown route-map component "KDSTxa" | Straight track |  |

|  |  | Straight track | Station on track |  |

|  |  | One way leftward | Unknown route-map component "xABZgr" |  |

|  |  |  | Unknown route-map component "exHST" |

|  |  |  | Unknown route-map component "exHST" |

|  |  |  | Unknown route-map component "exHST" |

|  |  |  | Unknown route-map component "exKBHFe" |